# 37-ма добровольча кавалерійська дивізія СС «Лютцов»
37-ма добровольча кавалерійська дивізія СС «Лютцов» (нім. 37. SS-Freiwilligen-Kavallerie-Division) — німецьке військове формування, кавалерійська дивізія у складі військ Ваффен-СС, що брала участь у бойових діях наприкінці Другої Світової Війни.

## Історія

### Формування
Формування цієї дивізії було оголошено 2 лютого 1945 року, однак до реального формування приступили лише 20 лютого. Свою назву дивізія отримала на прізвище творця одного з перших добровольчих корпусів Адольфа фон Лютцова. Основою для дивізії послужили запасні частини знищених в Будапешті 8-ї і 22-ї кавалерійських дивізій СС і курсанти артилерійської школи в Празі. Формування дивізії проходило в районі Братислави, куди також прибули залишки кавалерії СС, які вижили під час прориву з Будапешта. Теоретично в складі дивізії мало бути три кавалерійських полки, дивізіон артилерії і частини підтримки. Недолік особового складу і часу не дали цій частині перетворитися на повноцінну дивізію СС.

### Бойовий шлях
На початку березня частини дивізії були перекинуті в Угорщину, в район Комарно. Після відступу з Угорщини дивізія була розділена на дві бойові групи: «Кейтель» (кадр 92-го полку, близько 2 000 чоловік), якою командував син Генерал-фельдмаршала Оберштурмбаннфюрер СС Карл-Гайнц Кейтель, і «Амайзер» (кадр 94-го полку), якою командував Штурмбаннфюрер СС Антон Амайзер. Перша група була підпорядкована 6-й танковій армії СС і разом з нею брала участь в обороні Відня. Інша група в квітні 1945 року діяла при 96-й піхотній дивізії і потім відступила до Будвейсу. Одна з груп здалася американцям, а інша червоноармійцям.

## Райони бойових дій
- Угорщина (лютий — травень 1945).

## Командири дивізії
- Штандартенфюрер СС Вальдемар Фегеляйн (лютий — березень 1945)
- Штандартенфюрер СС Карл Гезеле (березень — травень 1945)

## Склад дивізії
- 92-й кавалерійський полк СС
- 93-й кавалерійський полк СС
- 94-й кавалерійський полк СС
- 37-й артилерійський батальйон СС
- 37-й розвідувальний батальйон СС
- 37-й протитанковий батальйон СС
- 37-й саперний батальйон СС
- 37-ма рота зв'язку СС
- 37-й резервний батальйон СС
- 37-й санітарний батальйон СС